# Конырбиик
Конырбиик (каз. Қоңырбиік, до 1992 г. — Громовка) — село в Жарминском районе Абайской области Казахстана. Административный центр и единственный населённый пункт Дельбегетейского сельского округа. Код КАТО — 634453100.

## Население
В 1999 году население села составляло 597 человек (296 мужчин и 301 женщина). По данным переписи 2009 года, в селе проживало 448 человек (236 мужчин и 212 женщин).